# کاماریس
کاماریس (به ارمنی: Կամարիս) یک شهرک در ارمنستان است که در استان کوتایک واقع شده‌است.   در  کیلومتری شمال هرازدان، مرکز استان کوتایک واقع شده است.

## خصوصیات
کاماریس  ۲٬۲۴۲ نفر جمعیت دارد و در ارتفاع  متر بالاتر از سطح دریا قرار گرفته است.